# Donaciella
Donaciella is een geslacht van kevers uit de familie bladkevers (Chrysomelidae).
De wetenschappelijke naam van het geslacht werd in 1920 gepubliceerd door Edmund Reitter.

## Soorten
- Donaciella nagaokana Hayashi, 1998